# Rolf Weber (Historiker)
Rolf Weber (* 4. März 1930 in Glaubitz; † 2. August 2004 in Leipzig) war ein deutscher Historiker, wissenschaftlicher Mitarbeiter am Zentralinstitut für Geschichte der Akademie der Wissenschaften der DDR und Hochschullehrer an der Universität Leipzig.

## Leben
Weber studierte von 1949 bis 1953 Germanistik und Geschichte an der Universität Leipzig und absolvierte das Staatsexamen für Oberlehrer. Er promovierte 1958 zum Dr. phil. an der Karl-Marx-Universität Leipzig und erlangte 1968 den Dr. habil. an der Humboldt-Universität zu Berlin. 1980 folgte er dem Ruf als Professor an die Universität Leipzig. Sein Fachgebiet war die Neuere Geschichte.

## Veröffentlichungen (Auswahl)
- Kleinbürgerliche Demokraten in der deutschen Einheitsbewegung 1863–1866. Rütten & Loening, Berlin 1962.
- Die Revolution in Sachsen 1848/49. Entwicklung und Analyse ihrer Triebkräfte. Akademie-Verlag Berlin 1970.
- Emil Ottokar Weller. In: Karl Obermann: Männer der Revolution von 1848. Akademie Verlag, Berlin 1970, S. 149–189.
- (Hrsg.): Ich traf auch Heine in Paris, Alfred von Meißner. Buchverlag der Morgen, Berlin 1973, 2. Aufl. 1982.
- (Hrsg.): Revolutionsbriefe 1848–1849. Reclam, Leipzig 1973.
- mit Wolfgang Enke, Rolf Vettermann: Die Anfänge der proletarischen Bewegung in Leipzig, Altenburg und Eilenburg. Kommission zur Erforschung der Geschichte der örtlichen Arbeiterbewegung SED-Bezirksleitung Leipzig 1975.
- Das Unglück der Könige ... Johann Jacoby, 1805–1877. Verlag der Nation Berlin 1987.
- (Hrsg.): Karl Friedrich Klöden. Von Berlin nach Berlin. Erinnerungen 1786–1827. Verlag der Nation, Berlin 1976, 2. Aufl. 1978.
- (Hrsg.): Feuerwerk im Juli. Begegnungen in Paris 1789–1871. Buchverlag der Morgen, Berlin 1978.
- (Hrsg.): Johann Friedrich Reichardt. Vertraute Briefe aus Paris 1792. Verlag der Nation, Berlin 1980, 2. Aufl. 1981.
- (Hrsg.): Land ohne Nachtigall. Deutsche Emigranten in Amerika, 1777–1886. Buchverlag der Morgen, Berlin 1981, 2. Aufl. 1985.
- (Hrsg.): Rosen unter Alpenschnee. Deutsche Emigranten in der Schweiz, 1820–1885. Buchverlag der Morgen, Berlin 1983.
- (Hrsg.): Mein Leipzig lob ich mir – Zeitgenössische Berichte von der Völkerschlacht bis zur Reichsgründung. Verlag der Nation, Berlin 1983, 2. Auf. 1986.
- (Hrsg.): Ernst Moritz Arndt. Erinnerungen 1789–1815. Verlag der Nation, Berlin 1985, 2. Aufl.1989.